# CEIP La Taxonera
El CEIP La Taxonera és un edifici de les darreres tendències de Barcelona que forma part de l'Inventari del Patrimoni Arquitectònic de Catalunya.

## Descripció
L'escola CEIP La Taxonera es troba al Carrer d'en Farnés número 60. El projecte parteix d'un edifici principal per a l'escola primària amb setze aules. Hi ha altres espais complementaris com la llar d'infants, d'adults i el centre cultural.
El solar es caracteritza per tenir un desnivell de 22 metres amb un pendent orientada al nord. La naturalesa d'aquest terreny es deu al fet que realment era un abocador natural sobre un antic barranc. Es va recuperar l'espai per a equipaments públics a la ciutat comtal amb el pla Regional de 1976. Aquest és el motiu que explica també un entorn urbà caòtic i dens, resultat de l'autoconstrucció i del caràcter perifèric.
Davant d'aquest escenari, l'arquitecte va apostar per una solució contundent i simple, amb unes formes que aportessin claredat al conjunt. L'edifici és cru i elemental, en estreta relació amb la voluntat d'ordenar el paisatge urbà. D'aquesta manera, la ciutat, el paisatge i el programa són indestriables convertint l'escola en un centre i referent del barri i l'entorn que l'acull.
S'ha afirmat que la contundència de la seva construcció podia evocar les construccions històriques clàssiques com les terrasses dels temples romans de Júpiter a Terracina i Hèrcules a Tívoli, les escales exterior de l'amfiteatre de Pompeia o els observatoris de Jaipur. És una peça del paisatge que esdevé “infraestructura” i espai públic, transcendint la seva funció social primera.